# Pyrinia coearia
Pyrinia coearia es una especie de polilla de la familia Geometridae. La especie fue descrita por primera vez por Francis Walker habiendo sido descrita en 1860, con distribución en el estado de Pará, Brasil. Un sintipo de la especie fue descrita en la isla Portal en Guayana Francesa.

## Descripción
Es una polilla color ocre rojizo con sus antenas subciliadas. La cabeza está saturada de color rojo intenso. Las alas son de color rojo saturado en toda su extensión, con una línea oblicua roja en el exterior, bordeada difusamente con blanco brillante en el lado exterior. El lado inferior del ala es de color lúteo brillante con vetas rojas mucho más grandes, que confluyen externamente y forman una banda submarginal de color amarillo brillante y rojo, marcada con una mancha costal subapical blanca y dos manchas discales rojas. Cuenta con un punto discal rojo con otro detrás y un poco más cerca de la base.